# Das geheime Königreich
Das geheime Königreich (Det hemliga kungariket) är en opera (Märchenoper) i en akt (två scener) med text och musik av Ernst Krenek.

## Historia
Operan ingår i en cykel av tre enaktsoperor (de övriga två är Der Diktator och Schwergewicht oder Die Ehre der Nation) som alla hade premiär den 6 maj 1928 på Staatstheater i Wiesbaden. Kreneks triptyk bildar en variationskedja av blinda absurditeter, som verkar så ologiska och otroliga, att man nästan skulle kunna ta dem för realistiska. Världen är obegriplig och därigenom dessvärre också skräckinjagande. Så lyder den 28-årige kompositörens budskap i den här operacykeln, där mittdelen, Das geheime Königreich, utgör den långsamma, lyriska satsen. Kreneks enaktare återuppväcktes först i Minneapolis 1980 och sedan av olika europeiska operahus i början av 1990-talet. Den store tonsättaren hann på sin ålders höst uppleva den varma, intelligenta nyinsceneringen av cykeln.

## Personer
- Kungen (Baryton)
- Drottningen (Sopran)
- Narren (Baryton)
- Rebellen (Tenor)
- De tre sjungande damerna (Sopran, mezzosopran, alt)
- Revolutionär nr 1 (Tenor)
- Revolutionär nr 2 (Bas
- En väktare (Tenor)
- Rebeller, dansande, drottningens hovdamer (kör)

## Handling
I kungariket råder upprorsstämning. Folket revolterar. Kungen överlämnar sina maktinsignier till narren. Under tiden vänder drottningen sin uppmärksamhet till en vacker fånge, som dock bara är intresserad av kronan för att överlämna den till folket. Drottningen använder sig av alla medel som står henne till hands för att ta ifrån narren kläderna och maktinsignierna, och befriar rebellen ur fängelset. Denne uppviglar genast folkmassan till att storma palatset, så att drottningen, narren och kungen - i narrkläder - tvingas fly. Men rebellen infångar drottningen och insisterar på att hon skall lämna ifrån sin maktinsignierna. Hon distraherar honom och avstyr överlämnandet genom att förföriskt börja klä av sig. När han vill kasta sig över henne, förvandlas hon till ett träd.
Två revolutionärer är ute efter att döda kungen på grund av det pris som är utfäst på hans huvud. Men när de träffar på honom, känner de inte igen honom. Kungen vill därför ta livet av sig. Men då lyses skogen upp som i ett trollslag, kungen inser naturens skönhet och somnar besjälad in.